# Liga de Campeones Árabe 2005-06
La Liga de Campeones Árabe 2005-06 es la 22.ª edición de este torneo de fútbol a nivel de clubes del Mundo Árabe organizado por la UAFA y que contó con la participación de 32 equipos representantes de África del Norte, Medio Oriente y África del Este.
El Raja Casablanca de Marruecos venció en la final al ENPPI de Egipto para coronarse campeón del torneo por primera vez.

## Primera ronda
| Equipo 1                    | Agr.   | Equipo 2              | Ida  | Vuelta     |
| --------------------------- | ------ | --------------------- | ---- | ---------- |
| CA Bizertin                 | 3-4    | Zamalek SC            | 2-2  | 1-2        |
| Al-Nejmeh SC                | 3-5    | ENPPI                 | 0-1  | 3-4        |
| Al Ansar                    | 0-4    | Haras El Hodood       | 0-1  | 0-3        |
| Al Ahli                     | 9-1 1  | ASC Cheminots         | 3-0  | 6-1        |
| Al-Zawraa                   | (a)3-3 | Al-Qadisiya Al Khubar | 1-02 | 2-3        |
| CA Bordj Bou Arréridj       | 1-4    | OC Safi               | 0-3  | 1-1        |
| Al-Majd Damasco             | 2-11   | Qadsia SC             | 0-5  | 2-6        |
| ACS Ksar                    | 0-7    | Al-Hilal Omdurmán     | 0-3  | 0-4        |
| Al-Merrikh                  | 1-2    | MC Algiers            | 1-0  | 0-2        |
| Al-Shabab                   | 2-7    | Al-Talaba             | 1-3  | 1-4 3      |
| Al-Ittihad                  | 2-5    | Wydad Casablanca      | 1-2  | 1-3        |
| Al-Oruba Sur                | 0-4    | Club Africain         | 0-2  | 0-2        |
| Al-Wahda Damasco            | 1-2    | Raja Casablanca       | 1-1  | 0-1        |
| Shabab Rafah                | 2-3    | Al Wihdat Club        | 0-1  | 2-24       |
| Shabab Al Ordon Al Qadisiya | 1-2    | Al-Nasr SC            | 1-0  | 0-2        |
| Al Kuwait Kaifan            | 0-1    | Al-Ittihad            | 0-0  | 0-1 (t.e.) |

1 Ambos partidos se jugaron en Manama, Baréin
2 El partido de ida se jugó en Damasco, Siria
3 El partido de vuelta se jugó en Damasco, Siria
4 Ambos partidos se jugaron en Amán, Jordania

## Segunda ronda
| Equipo 1          | Agr.         | Equipo 2         | Ida | Vuelta |
| ----------------- | ------------ | ---------------- | --- | ------ |
| MC Algiers        | 6-1          | Al-Zawraa        | 3-0 | 3-1 1  |
| Al Ahli           | 1-3          | Al Wihdat Club   | 0-0 | 1-3    |
| Al-Ittihad        | 2-2 (1-4 p.) | Wydad Casablanca | 2-0 | 0-2    |
| Al-Nasr SC        | 2-2 (4-3 p.) | OC Safi          | 2-0 | 0-2    |
| Club Africain     | 0-2          | ENPPI            | 0-0 | 0-2    |
| Al-Hilal Omdurmán | 1-0          | Haras El Hodood  | 1-0 | 0-0    |
| Qadsia SC         | 3-1          | Al-Talaba        | 1-0 | 2-12   |
| Raja Casablanca   | 3-2          | Zamalek SC       | 0-2 | 3-0    |

1 El partido de vuelta se jugó en Amán, Jordania
2 El partido de vuelta se jugó en Damasco, Siria

## Cuartos de final
| Equipo 1          | Agr.   | Equipo 2         | Ida | Vuelta |
| ----------------- | ------ | ---------------- | --- | ------ |
| MC Algiers        | 3-4    | ENPPI            | 1-3 | 2-1    |
| Qadsia SC         | 1-3    | Raja Casablanca  | 1-0 | 0-3    |
| Al-Nasr SC        | 2-3    | Al Wihdat Club   | 1-1 | 1-2    |
| Al-Hilal Omdurmán | (a)3-3 | Wydad Casablanca | 1-0 | 2-3    |

## Semifinales
| Equipo 1        | Agr. | Equipo 2          | Ida | Vuelta |
| --------------- | ---- | ----------------- | --- | ------ |
| Raja Casablanca | 5-1  | Al-Hilal Omdurmán | 5-0 | 0-1    |
| ENPPI           | 2-1  | Al Wihdat Club    | 2-0 | 0-1    |

## Final
| Equipo 1 | Agr. | Equipo 2        | Ida | Vuelta |
| -------- | ---- | --------------- | --- | ------ |
| ENPPI    | 1-3  | Raja Casablanca | 1-2 | 0-1    |

## Campeón
| Liga de Campeones Árabe 2005-06 |
| ------------------------------- |
| Bandera de Marruecos            |
| Raja Casablanca 1.er título     |